# Brian Holzinger
Brian Alan Holzinger (né le 10 octobre 1972 à Parma, dans l'État de l'Ohio aux États-Unis) est un joueur professionnel retraité américain de hockey sur glace ayant évolué à la position de centre.

## Carrière
Réclamé au sixième tour par les Sabres de Buffalo lors du repêchage de 1991 de la Ligue nationale de hockey alors qu'il évolue pour les Compuware Ambassadors de Détroit de la North American Hockey League, Holzinger progresse pour la saison suivante au niveau universitaire en rejoignant les Falcons de Bowling Green, club s'alignant dans la division Central Collegiate Hockey Association du championnat de la NCAA.
Dès sa première saison avec les Falcons, il s'impose comme un centre dominant. Au terme de sa deuxième saison avec l'équipe, il obtient une nomination dans la deuxième équipe d'étoiles de la CCHA. Connaissant une progression constante tout au long de son séjour en NCAA, il termine au bout de quatre années en récoltant une place dans la première équipe d'étoiles de la CCHA ainsi qu'en mettant la mains sur le Trophée Hobey Baker remis au meilleur joueur universitaire des États-Unis.
Holzinger devient joueur professionnel à la fin de la saison 1994-1995 rejoignant les Sabres pour huit rencontres. Après avoir partagé la saison 1995-1996 entre les Sabres et leur club affilié dans la Ligue américaine de hockey, les Americans de Rochester où il remporte la Coupe Calder, le joueur de centre décroche un poste permanent dans la grande ligue et aide les Sabres à atteindre la finale de la Coupe Stanley au cours de la saison 1998-1999. L'équipe s'incline finalement face aux Stars de Dallas.
Échangé au Lightning de Tampa Bay lors de la saison 1999-2000, il poursuit avec ces derniers durant trois saisons, ratant la majorité de la saison 2001-2002 en raison d'une blessure à une épaule survenue lors d'une rencontre face aux Panthers de la Floride.
Après avoir entamé la saison 2002-2003 avec le club affilié au Lightning en LAH, les Falcons de Springfield, il est échangé aux Penguins de Pittsburgh avec qui il reste jusqu'à la date limite des transactions dans la LNH en mars 2004. Il passe alors aux mains des Blue Jackets de Columbus pour qui il dispute treize parties.
À la suite d'une saison d'inactivité en raison d'un lock-out qui paralysa la LNH en 2004-2005, Holzinger décide de se retirer de la compétition.

## Statistiques

### Statistiques en club
| Saison     | Équipe                           | Ligue      |     | Saison régulière | Saison régulière | Saison régulière | Saison régulière | Saison régulière |    | Séries éliminatoires | Séries éliminatoires | Séries éliminatoires | Séries éliminatoires | Séries éliminatoires |
| Saison     | Équipe                           | Ligue      | PJ  | B                | A                | Pts              | Pun              | PJ               | B  | A                    | Pts                  | Pun                  |                      |                      |
| 1989-1990  | Compuware Ambassadors de Détroit | NAHL       | 44  | 36               | 37               | 73               | -                | -                | -  | -                    | -                    | -                    |                      |                      |
| 1990-1991  | Compuware Ambassadors de Détroit | NAHL       | 37  | 45               | 41               | 86               | 16               | -                | -  | -                    | -                    | -                    |                      |                      |
| 1991-1992  | Falcons de Bowling Green         | CCHA       | 30  | 14               | 8                | 22               | 36               | -                | -  | -                    | -                    | -                    |                      |                      |
| 1992-1993  | Falcons de Bowling Green         | CCHA       | 41  | 31               | 26               | 57               | 44               | -                | -  | -                    | -                    | -                    |                      |                      |
| 1993-1994  | Falcons de Bowling Green         | CCHA       | 38  | 22               | 15               | 37               | 24               | -                | -  | -                    | -                    | -                    |                      |                      |
| 1994-1995  | Falcons de Bowling Green         | CCHA       | 38  | 35               | 33               | 68               | 42               | -                | -  | -                    | -                    | -                    |                      |                      |
| 1994-1995  | Sabres de Buffalo                | LNH        | 4   | 0                | 3                | 3                | 0                | 4                | 2  | 1                    | 3                    | 2                    |                      |                      |
| 1995-1996  | Americans de Rochester           | LAH        | 17  | 10               | 11               | 21               | 14               | 19               | 10 | 14                   | 24                   | 10                   |                      |                      |
| 1995-1996  | Sabres de Buffalo                | LNH        | 58  | 10               | 10               | 20               | 37               | -                | -  | -                    | -                    | -                    |                      |                      |
| 1996-1997  | Sabres de Buffalo                | LNH        | 81  | 22               | 29               | 51               | 54               | 12               | 2  | 5                    | 7                    | 8                    |                      |                      |
| 1997-1998  | Sabres de Buffalo                | LNH        | 69  | 14               | 21               | 35               | 36               | 15               | 4  | 7                    | 11                   | 18                   |                      |                      |
| 1998-1999  | Sabres de Buffalo                | LNH        | 81  | 17               | 17               | 34               | 45               | 21               | 3  | 5                    | 8                    | 33                   |                      |                      |
| 1999-2000  | Sabres de Buffalo                | LNH        | 59  | 7                | 17               | 24               | 30               | -                | -  | -                    | -                    | -                    |                      |                      |
| 1999-2000  | Lightning de Tampa Bay           | LNH        | 14  | 3                | 3                | 6                | 21               | -                | -  | -                    | -                    | -                    |                      |                      |
| 2000-2001  | Lightning de Tampa Bay           | LNH        | 70  | 11               | 25               | 36               | 64               | -                | -  | -                    | -                    | -                    |                      |                      |
| 2001-2002  | Lightning de Tampa Bay           | LNH        | 23  | 1                | 2                | 3                | 4                | -                | -  | -                    | -                    | -                    |                      |                      |
| 2002-2003  | Lightning de Tampa Bay           | LNH        | 5   | 0                | 1                | 1                | 2                | -                | -  | -                    | -                    | -                    |                      |                      |
| 2002-2003  | Falcons de Springfield           | LAH        | 28  | 6                | 20               | 26               | 16               | -                | -  | -                    | -                    | -                    |                      |                      |
| 2002-2003  | Penguins de Pittsburgh           | LNH        | 9   | 1                | 2                | 3                | 6                | -                | -  | -                    | -                    | -                    |                      |                      |
| 2003-2004  | Penguins de Pittsburgh           | LNH        | 61  | 6                | 15               | 21               | 38               | -                | -  | -                    | -                    | -                    |                      |                      |
| 2003-2004  | Blue Jackets de Columbus         | LNH        | 13  | 1                | 0                | 1                | 2                | -                | -  | -                    | -                    | -                    |                      |                      |
| Totaux LNH | Totaux LNH                       | Totaux LNH | 547 | 93               | 145              | 238              | 339              | 52               | 11 | 18                   | 29                   | 61                   |                      |                      |

### Statistiques en équipe nationale
| Année | Équipe     | Compétition                 |   | PJ | B | A | Pts | Pun                |  | Résultats |
| 1992  | États-Unis | Championnat du monde junior | 7 | 1  | 1 | 2 | 2   | Médaille de bronze |  |           |

## Honneurs et trophées
- Falcons de Bowling Green
  - Intronisé au temple de la renommée des sports de l'université de Bowling Green State en 2005.
- Central Collegiate Hockey Association
  - Nommé dans la deuxième équipe d'étoiles de la ligue en 1993.
  - Nommé dans la première équipe d'étoiles de la ligue en 1995.
  - Nommé le joueur de l'année en CCHA en 1995.
- Championnat NCAA
  - Nommé dans la première équipe d'étoiles de l'ouest du pays en 1995.
  - Récipiendaire du Trophée Hobey Baker remis au meilleur joueur universitaire des États-Unis en 1995.
- Ligue américaine de hockey
  - Vainqueur avec les Americans de Rochester de la Coupe Calder remise à l'équipe championne des séries éliminatoires dans la LAH.

## Transaction en carrière
- Repêchage 1991 : repêché par les Sabres de Buffalo (6e choix de l'équipe, 124e au total).
- 9 mars 2000 : échangé par les Sabres avec Cory Sarich, Wayne Primeau et le choix de troisième ronde des Sabres au repêchage de 2000 (le Lightning sélectionne avec ce choix Aleksandr Kharitonov) au Lightning de Tampa Bay en retour de Chris Gratton et du choix de deuxième ronde du Lightning au  repêchage de 2001 (les Sabres sélectionnent avec ce choix Derek Roy).
- 11 mars 2003 : échangé par le Lightning aux Penguins de Pittsburgh en retour de Marc Bergevin.
- 9 mars 2004 : échangé les Penguins aux Blue Jackets de Columbus en retour de Lasse Pirjetä.